# 蔣聖龍
蔣 聖龍（漢音読み：しょう せいりょう、簡体字：蔣圣龙、拼音：Jiǎng Shènglóng、Jiang Shenglong、2000年12月24日 - ）は、中華人民共和国・江蘇省南京市出身のサッカー選手。中国・スーパーリーグの上海申花所属。中国代表。ポジションはディフェンダー、ミッドフィールダー。

## 経歴

### 上海申花
2018年夏、上海申花のトップチームに昇格。